# Eduard Pflüger
Eduard Friedrich Wilhelm Pflüger (Hanau, 7 de junio de 1829-Bonn, 16 de marzo de 1910) fue un fisiólogo alemán.

## Biografía
Nacido el 7 de junio de 1829 en Hanau, estudió en Marburgo y Berlín, donde fue asistente de Johannes Peter Müller (1801-1858) y Emil du Bois-Reymond (1818-1896).
En 1859 se convertiría en director del Instituto Fisiológico y  profesor de la Universidad de Bonn, donde permaneció durante el resto de su carrera. Entre sus estudiantes se encuentran el fisiólogo Nathan Zuntz (1847-1920) y el químico Hugo Paul Friedrich Schulz (1853-1932).
Pflüger llevó a cabo investigaciones en el sistema nervioso de animales inferiores y fundó en 1868 la revista Archiv für die gesamte Physiologie; además de ser autor de obras como Sensorische Funktionen des Rückenmarks der Wirbeltiere (1853), Physiologie des Elektrotonus (1859), Untersuchungen aus dem physiologischen Laboratorium zu Bonn (1865) y Ueber die Kunst der Verlängerung des Lebens (1890). Falleció en Bonn el 16 de marzo de 1910.

## Obra
Pflüger contribuyó a muchos aspectos de la Fisiología, incluyendo la embriología fisiológica, la fisiología de la respiración, de los sentidos y la electrofisiología. La ley de Pflüger establece la correlación de la estimulación eléctrica con la contracción muscular. En 1868 fundó el Archiv für die gesammte Physiologie (El archivo Pflüger: Revista Europea de Fisiología), que se convirtió en la revista más influyente de fisiología en Alemania. 
Pflüger trabajó también con Karl Ludwig a principios de los 1870 en torno al intercambio de oxígeno y dióxido de carbono en la respiración. Pflüger demostró que la oxidación sucede en los tejidos periféricos y no en la sangre, y que la sangre sólo era responsable de transportar los gases respiratorios.
En embriología fisiológica destacan sus trabajos en los ochenta en torno a la determinación del sexo en las ranas y más adelante sus experimentos sobre los efectos de la gravedad en el plano del clivaje.